# Sociaal banditisme
Sociaal banditisme is een term die wordt gebruikt voor het omschrijven van de positieve wisselwerking tussen het gedrag van de bandiet en dat van zijn sociale omgeving.
Uitingen van sociaal banditisme zijn: het opkomen voor de zwakkeren in een samenleving, het in opstand komen tegen de autoriteiten die de bevolking onderdrukken, of het beroven van de rijken om daarna de buit te verdelen onder de minder welgestelden.
Het bekendste symbool van sociaal banditisme is Robin Hood. Andere voorbeelden van sociale bandieten zijn de Franse boef Cartouche, Pancho Villa in Mexico en de Spaanse bandiet Diego Corrientes Mateos.
Volgens de historicus Eric Hobsbawm is de sociale bandiet altijd afkomstig uit de boerenbevolking. Modernisering, economische vooruitgang, gepaard gaande met verbeterde communicatie en georganiseerd bestuur zijn de belangrijkste oorzaken voor het afnemen van sociaal banditisme. In streken waar een verarmde boerenbevolking leeft en een infrastructuur ontbreekt, krijgt sociaal banditisme nog steeds een kans. Dit is bijvoorbeeld het geval in arme, landelijke gebieden in Zuid-Amerika (bijvoorbeeld in Colombia), of in Afghanistan.
De grenzen tussen sociaal banditisme, opstand, terreur, verzetsbeweging, guerrilla en revolutie zijn vaak moeilijk te onderscheiden.